# Zagórze (Łęczna)
Pour les articles homonymes, voir Zagórze.
Zagórze (prononciation : [zaˈɡuʐɛ]) est un village polonais de la gmina de Cyców dans le powiat de Łęczna de la voïvodie de Lublin dans l'est de la Pologne.
Il se situe à environ 9 kilomètres au nord-est de Cyców (siège de la gmina), 24 kilomètres à l'est de Łęczna (siège du powiat) et 46 kilomètres à l'est de Lublin (capitale de la voïvodie).

## Histoire
De 1975 à 1998, le village est attaché administrativement à l'ancienne Voïvodie de Chełm.

Depuis 1999, il fait partie de la nouvelle voïvodie de Lublin.